# Teltvogn
En teltvogn er trailer med et integreret telt. Den hægtes på en bil med trækkrog og kan altså siges at være en krydsning mellem et telt og en campingvogn.
Teltvogne har været produceret siden 1935, men først fra 1960'erne blev de mere almindelige, og modellernes antal blev større og mere varierede. Efter år 2000 kan det konstateres at teltvognen er i tilbagegang til fordel for campingvognen og ligeledes campingbilen (autocamperen).
Der produceres dog stadig nye modeller, navnlig i Holland (mærkerne Holtkamper og Gerjak) og i Frankrig (Trigano, Jamet og Raclet).
I Danmark fremstilles der to teltvogne: CombiCamp, der er den hurtigste at slå op og pakke sammen (ingen pløkning af teltet) og som har fast og hævet gulv i opholdsafdelingen, samt Camp-let, der i opslået stand er større, men hvis telt skal pløkkes og som er uden fast gulv i opholdsarealet foran sengene.
Af fordele ved en teltvogn kan blandt andet anføres, at den pga. sin lave egenvægt lader sig trække selv af små biler; at investeringen er mindre end for en campingvogn, og at man i forhold til denne får en langt bedre brændstoføkonomi. Teltvognen bliver derfor ofte valgt som en mellemløsning for yngre familier; også fordi den kan rumme en mængde supplerende bagage, både i selve vognen og på dens "tagbagagebærer". Og den grundlæggende boligform, teltet, ses af mange som en særlig fordel: Sammenlignet med campingvognen er man i mere umiddelbar kontakt med naturen, samtidig med at man er fri for nogle af teltets klassiske ulemper. For eksempel er sengene (fra 2 til 4, undertiden 6) hævet over jorden og byder på rimelig komfort. De kan endda være opredt under kørslen. Ligeledes er der i teltvognen et køkken indbygget, og der kan etableres en sofa.
Nogle teltvogne har et integreret fortelt (f.eks. Camp-let); de fleste er dog i dag beregnet til at suppleres med et separat fortelt som skal "lynes" på. Men de kan også fungere uden.
Teltvogne indregistreret med op til 500 kg maxvægt er fritaget for vægtafgift.